# Gesamtministerium Zeigner
Das Gesamtministerium Zeigner bildete vom 21. März bis 30. Oktober 1923 die Landesregierung von Sachsen. Zunächst waren ausschließlich Minister der SPD beteiligt, ab Oktober auch welche der KPD. Deswegen wurde das Kabinett vom Reichspräsidenten im Rahmen einer Reichsexekution noch im selben Monat abgesetzt.

## Abstimmungen im Landtag
Die Wahl Zeigners fand am 21. März 1923 im Sächsischen Landtag statt. Mindestens ein Abgeordneter von SPD oder KPD stimmte dabei nicht für Erich Zeigner, sondern für Fritz Kaiser.
| Wahlgang                                                                               | Kandidat | Kandidat        | Stimmenanzahl | Anteil | Unterstützer | Unterstützer | Unterstützer         |
| -------------------------------------------------------------------------------------- | -------- | --------------- | ------------- | ------ | ------------ | ------------ | -------------------- |
| 1. Wahlgang                                                                            |          | Erich Zeigner   | 49            | 51,0 % |              |              | SPD, KPD             |
| 1. Wahlgang                                                                            |          | Fritz Kaiser    | 38            | 39,6 % |              |              | DVP, DNVP            |
| 1. Wahlgang                                                                            |          | Richard Seyfert | 8             | 8,3 %  |              |              | DDP                  |
| 1. Wahlgang                                                                            |          | nicht anwesend  | 1             | 1,0 %  |              |              | Franz Herrmann (DVP) |
| Erich Zeigner als Ministerpräsident gewählt. Zeigner bildet Gesamtministerium Zeigner. |          |                 |               |        |              |              |                      |

Nach einer rund neunstündigen Debatte über die Regierungserklärung des Ministerpräsidenten am 16. und 17. Oktober 1923 wurde über einen Misstrauensantrag der DNVP abgestimmt. Thema der Aussprache zur Regierungserklärung war insbesondere die Kabinettsumbildung um die deutschlandweit erstmalige Beteiligung der Kommunisten an einer Regierung sowie ein Ausfall des Ministerpräsidenten gegenüber Julius Dehne (DDP), dem er vorwarf „die Tätigkeit des Herrn Ministerialdirektors Dr. Dehne besteh[e] in der Abhebung seines Gehalts“. Die Debatte war geprägt von einer Vielzahl an Beleidigungen und anhaltenden Zurufen beider Lager (Sozialdemokraten und Kommunisten auf der einen Seite sowie die drei bürgerlichen Parteien auf der anderen Seite). Bezeichnend für die Debatte war das Schlusswort von Moritz Beutler (DNVP) zum Misstrauensantrag, der „während der ganzen Rede fast unausgesetzt von lärmenden Zurufen der Kommunisten“ unterbrochen wurde, wie das Plenarprotokoll vermerkt.
Der Misstrauensantrag wurde anschließend abgelehnt.

## Mitglieder des Gesamtministeriums
Die Minister wurden von Erich Zeigner am 10. April 1923 im Landtag bekanntgegeben. Der entsprechende Brief war auf den 3. April datiert. Mit Ausnahme des früheren Innenministers Richard Lipinski blieben die Minister des Gesamtministeriums Buck III bis 2. Februar geschäftsführend im Amt. Zeigner selbst leitete das Justizressort bis August 1923 weiter.
| Amt                     | Bild | Name                                   | Partei | Partei |
| ----------------------- | ---- | -------------------------------------- | ------ | ------ |
| Ministerpräsident       |      | Erich Zeigner                          |        | SPD    |
| Minister des Innern     |      | Hermann Liebmann (ab 3. April 1923)    |        | SPD    |
| Finanzminister          |      | Max Heldt (bis 12. Oktober 1923)       |        | SPD    |
| Finanzminister          |      | Paul Böttcher (ab 12. Oktober 1923)    |        | KPD    |
| Justizminister          |      | Erich Zeigner                          |        | SPD    |
| Justizminister          |      | Alfred Neu (ab 15. August 1923)        |        | SPD    |
| Wirtschaftsminister     |      | Alfred Fellisch (bis 12. Oktober 1923) |        | SPD    |
| Wirtschaftsminister     |      | Fritz Heckert (ab 12. Oktober 1923)    |        | KPD    |
| Arbeitsminister         |      | Paul Ristau (bis 31. März 1923)        |        | SPD    |
| Arbeitsminister         |      | Georg Graupe (ab 3. April 1923)        |        | SPD    |
| Volksbildungsminister * |      | Hermann Fleißner                       |        | SPD    |

## Belege
1. ↑  DFG-Viewer. Abgerufen am 27. Juli 2025.
2. ↑  DFG-Viewer. Abgerufen am 27. Juli 2025.
3. ↑  DFG-Viewer. Abgerufen am 27. Juli 2025.
4. 1 2  DFG-Viewer. Abgerufen am 27. Juli 2025.
5. ↑  DFG-Viewer. Abgerufen am 27. Juli 2025.